# Brama św. Dionizego w Paryżu

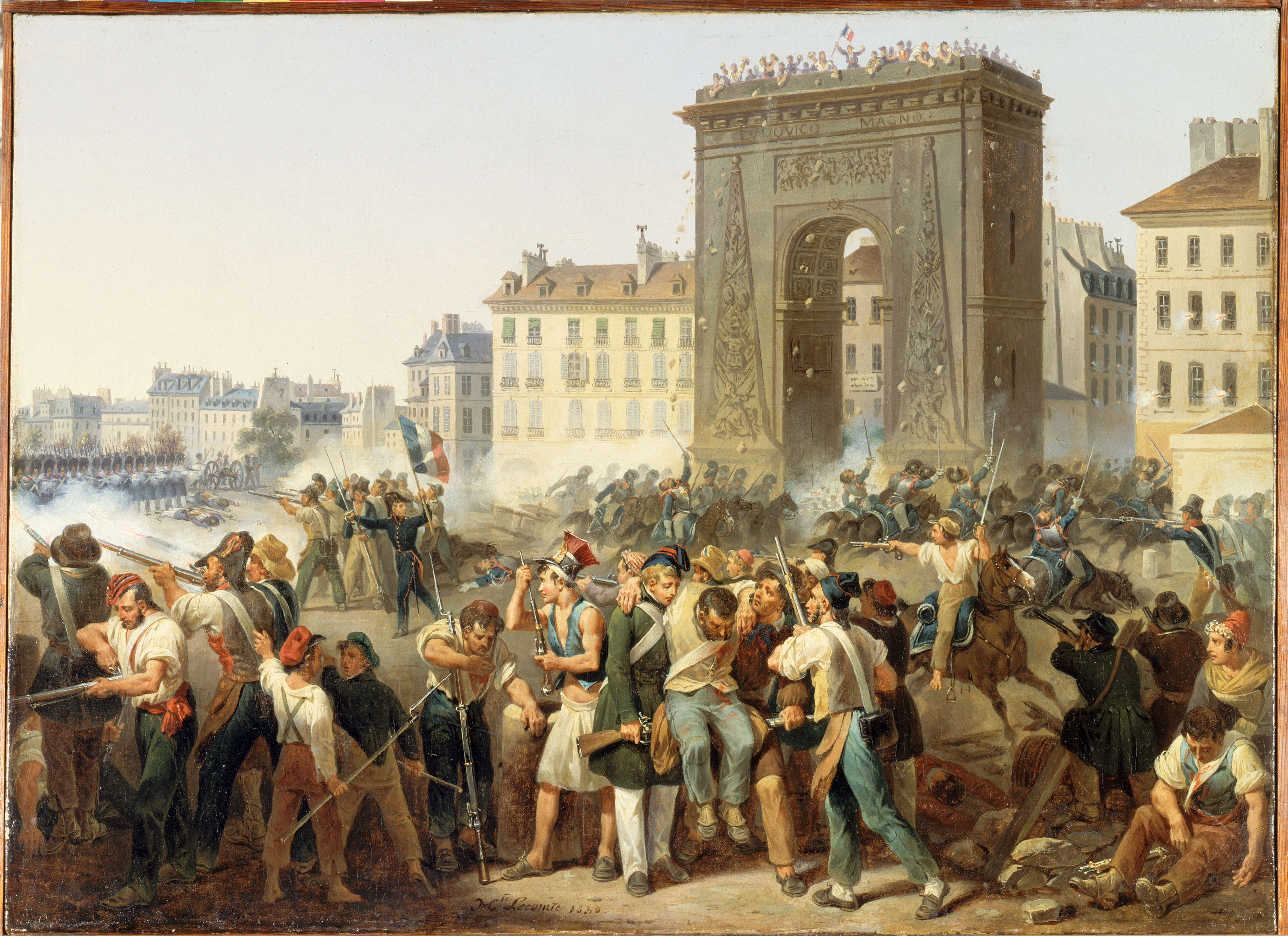
Walki przy bramie św. Dionizego w czasie rewolucji 1830

Brama św. Dionizego w Paryżu (fr. Porte Saint-Denis) – brama w formie łuku triumfalnego zbudowana w 1672 przez François Blondela ku czci Ludwika XIV. Jest położona u wylotu ulicy o tej samej nazwie w 10. dzielnicy Paryża.
W toku rozwoju urbanistycznego Paryża zdecydowano o przekształceniu murów miejskich wzniesionych przez Karola V w bulwar i planty, zaś w miejscu oryginalnych bram miejskich miały zostać wzniesione bramy triumfalne. Ludwik XIV polecił, by pierwsza z bram upamiętniła jego zwycięstwa wojskowe nad Renem i we Franche-Comté. Budowę sfinansowano ze środków miejskich. W 1830 w czasie rewolucji lipcowej w pobliżu bramy doszło do starć powstańców z wojskiem.
W 1988 brama została odremontowana.

## Architektura
Brama św. Dionizego składa się z jednego większego i dwóch mniejszych łuków,
Poniżej łuku znajdują się płaskorzeźby autorstwa Michela Anguiera, przedstawiające triumfalne przejście Francuzów przez Ren oraz pokonane Ren i Holandię w formie alegorii – na ścianie południowej oraz powitanie Ludwika XIV w Maastricht na północnej. Fryz zdobi napis "Ludovico magno".
Brama ma 25 metrów wysokości, 5 szerokości.